# 1-я воздушная армия (СССР, 1957)
1-я Краснознамённая возду́шная а́рмия (1-я ВА) — оперативное объединение Фронтовой авиации, предназначенное для решения боевых задач (ведения боевых действий) во взаимодействии (в совместных операциях) с другими видами Вооружённых сил СССР Дальневосточного военного округа, а также проведения самостоятельных воздушных операций.

## История формирования
1-я воздушная армия, существовавшая в годы Великой Отечественной войны, в 1949 году была переименована в 26-ю воздушную армию.
Второе формирование 1-й воздушной армии было начато в 1957 году на базе 29-й воздушной армии и 54-й воздушной армии.
1-я воздушная армия 30 апреля 1975 года Указом Президиума Верховного Совета СССР награждена Орденом Красного Знамени.
Вошла в состав ВВС России.
В связи с проводимой реформой Вооружённых сил 1 мая 1998 года была переименована в 11-ю армию ВВС и ПВО.

## Наименование
- 1-я воздушная армия
- 1-я Краснознамённая воздушная армия (с 30 апреля 1975 года)

## Подчинение
| Объединение                   | Период                  |
| ----------------------------- | ----------------------- |
| Дальневосточный военный округ | 01.04.1957 — 01.05.1998 |

## Боевой состав армии
| - 34-я бомбардировочная авиационная дивизия - 52-я бомбардировочная авиационная дивизия - 109-я истребительно-бомбардировочная авиационная дивизия - 110-я смешанная авиационная дивизия - 162-я бомбардировочная авиационная дивизия - 168-я истребительная авиационная дивизия - 222-я истребительная авиационная дивизия - 243-я бомбардировочная авиационная дивизия - 254-я бомбардировочная авиационная дивизия - 303-я истребительная авиационная дивизия |

| - 303-я смешанная авиационная дивизия (Воздвиженка, Приморский край) - 18-й гвардейский истребительный авиационный полк (Галёнки, Приморский край) - 224-й истребительный авиационный полк (Озёрная падь — Кремово, Приморский край) - 523-й авиационный полк истребителей-бомбардировщиков (Воздвиженка, Приморский край) - 404-й истребительный авиационный полк (Новороссия, Приморский край) - 293-й отдельный разведывательный авиационный полк (Возжаевка, Амурская область) - 799-й отдельный разведывательный авиационный полк (Новороссия, Приморский край) - 257-й отдельный смешанный авиационный полк (Хабаровск-Большой, Хабаровский край) - 16-й отдельный полк связи и АСУ (Хабаровск-Большой, Хабаровский край) |

| - 303-я смешанная авиационная дивизия (Воздвиженка, Приморский край) - 18-й гвардейский (Галёнки, Приморский край) - 224-й истребительный авиационный полк (Озёрная падь — Кремово, Приморский край) - 523-й авиационный полк истребителей-бомбардировщиков (Воздвиженка, Приморский край) - 404-й истребительный авиационный полк (Новороссия, Приморский край) - 293-й отдельный разведывательный авиационный полк (Возжаевка, Амурская область) - 799-й отдельный разведывательный авиационный полк (Новороссия, Приморский край) - 243-я истребительно-бомбардировочная авиационная дивизия (Хабаровск) - 26-й гвардейский авиационный полк истребителей-бомбардировщиков (10-й участок); - 56-й гвардейский авиационный полк истребителей-бомбардировщиков (Возжаевка, Амурская область); - 277-й бомбардировочный Млавский Краснознаменный авиационный полк Хурба (Комсомольск-на-Амуре, Хабаровский край). - 257-й отдельный смешанный авиационный полк (Хабаровск-Большой, Хабаровский край) - 16-й отдельный полк связи и АСУ (Хабаровск-Большой, Хабаровский край) |

| - 303-я смешанная авиационная дивизия (Воздвиженка, Приморский край) - 18-й гвардейский (Галёнки, Приморский край) - 224-й истребительный авиационный полк (Озёрная падь — Кремово, Приморский край) - 523-й авиационный полк истребителей-бомбардировщиков (Воздвиженка, Приморский край) - 404-й истребительный авиационный полк (Новороссия, Приморский край) - 293-й отдельный разведывательный авиационный полк (Возжаевка, Амурская область) - 799-й отдельный разведывательный авиационный полк (Новороссия, Приморский край) - 243-я смешанная авиационная дивизия (с 1972 года 83-я истребительно-бомбардировочная авиационная дивизия, Хурба (Комсомольск-на-Амуре) - 26-й гвардейский авиационный полк истребителей-бомбардировщиков (10-й участок (Калинка), Приморский край) - 56-й авиационный полк истребителей-бомбардировщиков (Возжаевка, Амурская область) - 277-й бомбардировочный авиационный полк (прибыл в октябре 1970 года из ГСВГ, Хурба (Комсомольск-на-Амуре)) - 300-й авиационный полк истребителей-бомбардировщиков (с 1977 года, Возжаевка, Амурская область) - 257-й отдельный смешанный авиационный полк (Хабаровск-Большой, Хабаровский край) - 16-й отдельный полк связи и АСУ (Хабаровск-Большой, Хабаровский край) |

| - 20-я истребительная авиационная дивизия (сформирована в апреле 1980 года): - 22-й гвардейский истребительный авиационный полк (Центральная Угловая Приморский край, МиГ-23М); - 47-й истребительный авиационный полк (Золотая Долина (Унаши), Приморский край, Су-15ТМ); - 530-й истребительный авиационный полк (Чугуевка,Приморский край, МиГ-25П); - 821-й истребительный авиационный полк (Хвалынка (Спасск-Дальний), Приморский край, Як-28П) - 28-я истребительная авиационная дивизия (сформирована в апреле 1980 года): - 41-й истребительный авиационный полк (бывш. 41-й истребительный авиационный полк ВВС Тихоокеанского флота, Постовая Хабаровский край) - 60-й истребительный авиационный полк (Дземги, Хабаровский край) - 301-й истребительный авиационный полк (10-й участок (Калинка), Приморский край) - 302-й истребительный авиационный полк (Переясловка, Хабаровский край) - 83-я авиационная дивизия истребителей-бомбардировщиков (с 1980 года 83-я бомбардировочная авиационная дивизия, Хурба (Комсомольск-на-Амуре) - 26-й гвардейский авиационный полк истребителей-бомбардировщиков (10-й участок (Калинка), Приморский край) - 56-й авиационный полк истребителей-бомбардировщиков (Возжаевка, Амурская область) - 277-й бомбардировочный авиационный полк (прибыл в октябре 1970 года из ГСВГ, Хурба (Комсомольск-на-Амуре)) - 303-я смешанная авиационная дивизия (Воздвиженка, Приморский край) - 18-й гвардейский истребительный авиационный полк (Галёнки, Приморский край) - 224-й истребительный авиационный полк (Озёрная падь — Кремово, Приморский край) - 523-й авиационный полк истребителей-бомбардировщиков (Воздвиженка, Приморский край) - 404-й истребительный авиационный полк (Новороссия, Приморский край) - 300-й авиационный полк истребителей-бомбардировщиков (с 1977 года, Возжаевка, Амурская область) - 293-й отдельный разведывательный авиационный полк (Возжаевка, Амурская область) - 799-й отдельный разведывательный авиационный полк (Новороссия, Приморский край) - 257-й отдельный смешанный авиационный полк (Хабаровск-Большой, Хабаровский край) - 16-й отдельный полк связи и АСУ (Хабаровск-Большой, Хабаровский край) В 1982 году сформирована 33-я авиационная дивизия истребителей-бомбардировщиков: - 300-й авиационный полк истребителей-бомбардировщиков (Переясловка, Хабаровский край) - 302-й авиационный полк истребителей-бомбардировщиков (Переясловка, Хабаровский край) - 229-й авиационный полк истребителей-бомбардировщиков (Бирофельд, Еврейская автономная область) В 1985 году сформирован 187-й отдельный штурмовой авиационный полк на аэродроме Черниговка Приморского края. В октябре 1989 года 33-я авиационная дивизия истребителей-бомбардировщиков расформирована. |

| - 28-я истребительная авиационная дивизия (10-й участок (Калинка), Приморский край) - 216-й истребительный авиационный полк (10-й участок (Калинка), Приморский край) - 404-й истребительный авиационный полк (Орловка, Амурская область) - 83-я бомбардировочная авиационная дивизия (Хурба (Комсомольск-на-Амуре) - 56-й бомбардировочный авиационный полк (Возжаевка, Амурская область) - 277-й бомбардировочный авиационный полк (Хурба (Комсомольск-на-Амуре)) - 302-й бомбардировочный авиационный полк (Переясловка, Хабаровский край) - 303-я авиационная дивизия истребителей-бомбардировщиков (Воздвиженка, Приморский край) - 18-й гвардейский авиационный полк истребителей-бомбардировщиков (Галёнки, Приморский край) - 224-й авиационный полк истребителей-бомбардировщиков (Озёрная падь — Кремово, Приморский край) - 523-й авиационный полк истребителей-бомбардировщиков (Воздвиженка, Приморский край) - 187-й отдельный штурмовой авиационный полк (аэродром Черниговка Приморского края) - 293-й отдельный разведывательный авиационный полк (Возжаевка, Амурская область) - 799-й отдельный разведывательный авиационный полк (Новороссия, Приморский край) - 257-й отдельный смешанный авиационный полк (Хабаровск-Большой, Хабаровский край) - 16-й отдельный полк связи и АСУ (Хабаровск-Большой, Хабаровский край) В 1994 году 303-я авиационная дивизия истребителей-бомбардировщиков расформирована. |

| - 28-я истребительная авиационная дивизия (10-й участок (Калинка), Приморский край) - 216-й истребительный авиационный полк (10-й участок (Калинка), Приморский край) - 404-й истребительный авиационный полк (Орловка, Амурская область) - 83-я бомбардировочная авиационная дивизия (Хурба (Комсомольск-на-Амуре) - 56-й бомбардировочный авиационный полк (Возжаевка, Амурская область) - 277-й бомбардировочный авиационный полк (Хурба (Комсомольск-на-Амуре)) - 302-й бомбардировочный авиационный полк (Переясловка, Хабаровский край) - 18-й гвардейский авиационный полк истребителей-бомбардировщиков (Галёнки, Приморский край) - 187-й отдельный штурмовой авиационный полк (аэродром Черниговка Приморского края - 293-й отдельный разведывательный авиационный полк (Возжаевка, Амурская область) - 799-й отдельный разведывательный авиационный полк (Новороссия, Приморский край) - 257-й отдельный смешанный авиационный полк (Хабаровск-Большой, Хабаровский край) - 16-й отдельный полк связи и АСУ (Хабаровск-Большой, Хабаровский край) 28-я истребительная авиационная дивизия расформирована в 1998 году. |

## Командующие
В различные годы должности командующего армией исполняли:
- Генерал-лейтенант авиации Василий Васильевич Степичев, 01.04.1957 — 04.1958
- Генерал-лейтенант авиации Данкевич Павел Борисович, 04.1958 — 04.1961
- Генерал-лейтенант авиации Жуковский Сергей Яковлевич, 04.1961 — 01.1964
- Генерал-лейтенант авиации Гайдаенко Иван Дмитриевич, 01.1964 — 11.1967
- Генерал-лейтенант авиации Кирсанов Пётр Семёнович, 11.1967 −12.1970
- Генерал-лейтенант авиации Балаганский Олег Александрович, 12.1970 — 05.1972
- Генерал-лейтенант авиации Базанов Петр Васильевич, 05.1972 — 04.1974
- Генерал-лейтенант авиации Панькин Валентин Епифанович, 04.1974 — 12.1979
- Генерал-лейтенант авиации Стрижаков Анатолий Ефимович, 12.1979 — 06.1982
- Генерал-лейтенант авиации Закревский Александр Николаевич, 06.1982 — 12.1984
- Генерал-лейтенант авиации Буланкин Виктор Фёдорович, 12.1984 — 05.1988
- Генерал-лейтенант авиации Малюков Анатолий Иванович, 05.1988 — 10.1990
- Генерал-лейтенант авиации Козлов Виктор Фёдорович, 10.1990 — 12.1993
- Генерал-лейтенант авиации Козлов Виктор Петрович, 12.1993 — 03.1997
- Генерал-лейтенант авиации Барсуков Аркадий Николаевич, 03.1997 — 06.1998

## Базирование
- штаб армии располагался в Хабаровске

## Участие в боевых действиях
Участие в боевых действиях не принимала